# Alan (Fahrradhersteller)
Alan ist ein italienischer Fahrradproduzent mit Sitz in Trambacche di Veggiano in der Provinz Padua.
Das Unternehmen wurde 1972 von dem Ingenieur Falconi Lodovico gegründet. Alan verarbeitete von Anfang an Aluminium-Materialien zum Rahmenbau und gilt als einer der ersten Radhersteller, die Alu-Rahmen herstellten. Der Name des Unternehmens leitet sich aus den Vornamen der beiden Kinder des Unternehmensgründers, Alberto (AL) und Annamaria (AN), her.
Deutscher Generalimporteur von Alan-Rädern ist Bicisport Colosimo aus Berlin.

## Technik
Die Manufaktur baut heute Rahmen und Gabeln aus Aluminium und Carbon. Neben Rennrahmen werden heute auch Crossrahmen aus Aluminium hergestellt. Dabei entwickelte die Firma eigene Verfahren zur Verbindung von Rahmenteilen. Alan verwendet beispielsweise Aluminium-Rohre mit einer wärmebehandelten Legierung, die vom Rohrzieher Oria geliefert werden. Dabei werden teilweise die Rahmen doppelt konifiziert, was dazu führt, dass die Rohre unterschiedliche Wandstärken in einem Bauteil aufweisen. Diese Technik war bei hochwertigen Stahlrahmen üblich und wurde von Alan für Alurahmen adaptiert.
Ab ca. 2002 klebte Alan nicht mehr die Rahmenrohre in Muffen, sondern verschweißte die Rohre direkt mittels TIG (Tungsten Inert Gas/Wolfram-Schutzgasschweißen) Lichtbogenschweißen mit unschmelzbar Elektrode (Wolfram), unter dem Schutz von Inertgas. Heute werden auch die Ausfallenden der Rahmen und die Gabeln mittels Klebetechnik zusammengefügt.

## Radsport
Alan-Rahmen werden besonders im Cyclocross-Profibereich eingesetzt, so wurden 21 Cyclocross-Weltmeisterschaften auf Alan-Rädern gewonnen. Im Straßenradsport wurden vornehmlich in den 1970er-Jahren verschiedene Profi-Radsportteams von Alan ausgestattet. Auch verschiedene Sechstagefahrer wie Bruno Risi und Marco Villa nutzen Alan-Räder.